# Cesare Montalbetti
Cesare Montalbetti, anche conosciuto come Cesare Monti o Caesar Monti (Milano, 1º aprile 1946 – Borgomanero, 23 febbraio 2015), è stato un fotografo e regista italiano.
Lega la propria fama dapprima ad alcune delle più importanti copertine pubblicate negli anni settanta per alcuni dei più grandi protagonisti di quel periodo: Fabrizio De André,  Premiata Forneria Marconi, Angelo Branduardi, Pino Daniele e Lucio Battisti di cui fu amico e fotografo per diversi anni.
Negli anni novanta si è impegnato in un nuovo linguaggio, quello pubblicitario, creando pubblicità per grandi società come Barilla, Swatch, Volvo e Guzzini.

## Biografia
Nato a Milano nel 1946, alla fine degli anni sessanta si trasferisce a Londra dove lavora prima come assistente di Romano Cagnoni, uno dei fotografi della prestigiosa Agenzia Magnum, poi di Harry Pecinotti per la rivista "Tween", quindi dell'artista visivo Clay Ragazzini, collaboratore dell'etichetta discografica "Apple".
Torna in Italia nel 1971 e inizia la sua attività nel mondo discografico quale concept-creative fotografo curando diversi progetti per la Numero Uno, la Cramps, la Trident, la Produttori Associati, la Polygram, l'RCA Italiana, la CBS, l'EMI Italiana, l'Ascolto, l'Ultima Spiaggia (della quale fu anche socio), la Sony e la WEA.
Gli artisti per i quali studiò e realizzò le copertine, assieme alla sua compagna nella vita e nel lavoro Wanda Spinello furono: Lucio Battisti, l'Equipe 84, la Premiata Forneria Marconi, il Perigeo, il Banco del Mutuo Soccorso, la Formula 3, Ivano Fossati, Oscar Prudente, Adriano Pappalardo, Bruno Lauzi, i Dik Dik, Edoardo Bennato, Enzo Jannacci, Pino Daniele, Mia Martini, Eugenio Finardi, gli Area, Demetrio Stratos, Pierangelo Bertoli, Angelo Branduardi, Fabrizio De André e molti altri.
Il nome d'arte "Caesar Monti", con cui firmò molte delle prime copertine, fu suggerito dall'amico Lucio Battisti, con lo scopo di allontanare possibili accuse di nepotismo (il fratello Pietruccio Montalbetti era il leader dei Dik Dik).
In quel periodo diventa direttore artistico della rivista underground "Re nudo".
Nel 1979 si trasferisce a New York, dove collabora con la "Rolling Stones Records" e dove, soprattutto, corona una già impegnativa attività di ricerca con la realizzazione del libro-mostra "The Hero".
Tornato in Italia nel 1981, si dedica all'arte visiva, sperimentando contaminazioni di varie tecniche e interazioni tra immagine e suono. Del 1983 è "Ario" girato in pellicola 35 mm riprendendo circa 4000 fotografie scattate con una Nikon a motore. In questa prima opera utilizza una tecnica che poi riprenderà anche nel successivo "Il Vento" (1987).
Approdato successivamente alla ricerca sulla editoria elettronica, realizza "Gli uomini sottili", opera in cui una nuova importanza assume la parte acustica e dove si propone di trovare un equilibrio tra le varie espressioni visive, letterarie e sonore. Del 1989 "Irlanda", ulteriore approfondimento iniziato con l'opera precedente, e "Inferno", viaggio fantastico tra Dante e gli incubi del Duemila.
Vengono allestite diverse mostre personali a Milano (Galleria L'Affiche, Galleria Murnik, Galleria Milla, Politecne Cinematografica Goethe Institut, Galleria Mudima), Torino, Bologna, Locarno, Basilea, Düsseldorf, Varna, Parigi e New York.
È inoltre il fondatore, assieme a Franco Bolelli e Franco Berardi Bifo, di due gruppi di ricerca di comunicazione poetica: "Ario" (dal quale nasce la rivista omonima) e "DNA".
Contemporaneamente lavora come regista pubblicitario, in esclusiva con la Film Master fino al '92 e successivamente in esclusiva per la Central, realizzando gli spot Kodak, il Sabato, Swatch, Volvo, Guzzini, Rocco Barocco, Bassetti, Pioneer. In seguito cura la regia delle campagne "Verde in città" (Mulino Bianco), Calze SiSi, Yomo, Thè San Benedetto, Aem, Alitalia, Comune di Palermo e di molti altri spot.
In quel periodo tiene stages di poetica dell'immagine all'Università di Architettura di Milano e all'Università di Comunicazione di Parma.
Nella seconda metà degli anni novanta si è dedicato alla figura di Girolamo Savonarola e, sotto l'ispirazione di Padre Armando Verde, massimo esperto degli scritti savonaroliani, ha sviluppato un progetto multimediale che dovrebbe far parte di una collana denominata "Gli Eretici".
A seguito delle sue ricerche, nel marzo 1997, gli viene conferita una Laurea Honoris Causa in Scienze Umanistiche presso l'Universitas Internationalis Studium Superiorum "PRO DEO" di New York.
Nel 1998 è direttore creativo della sezione italiana dell'Expo di Lisbona e redattore del documento teorico dell'esposizione.
Nel 1999 pubblica il libro “Lucio Battisti e la Numero Uno”, volume contenente 144 fotografie inedite provenienti dalla collezione privata Montalbetti. Dello stesso periodo sono le consulenze per Mediaset, Tiscali e altre Società per le quali delinea le strategie comunicative.
Nel 2002 viene nominato responsabile del Centro Ricerche della European School of Economics, università privata italiana, nel quale vengono studiati nuovi formati comunicativi a sostegno delle imprese.
In questo periodo sta approfondendo la ricerca sulle nuove tecnologie applicate all'arte.
Da qualche anno, ormai passa la maggior parte del suo tempo in un piccolo paese della Toscana, Casale Marittimo, dove è direttore del cantiere creativo Il Tempo del Sale, laboratorio di ricerca realizzato dal Comune di Casale Marittimo in collaborazione con la Società di comunicazione Mataeria, con il supporto della Fondazione Culturale Hermann Geiger, il contributo dell'università IULM e il patrocinio della Regione Toscana.
Negli anni che vanno dal 2010 ed il 2013, dopo l'esperienza a Casale Marittimo, dà vita ad un gruppo di lavoro sempre con la collaborazione di Sebastiano Tronchetti Provera di Mataeria e la moglie Vanda Spinello coinvolgendo una quindicina di giovani per il progetto "La Memoria della Pietra" con diciotto proiezioni in tutta la cittadina di Pietrasanta. L'anno successivo è sempre con il medesimo gruppo a Forte dei Marmi con un progetto denominato "L'Oro dei Marmi" con una proiezioni di 18 metri per 4 sul pontile del Forte.
Il 23 febbraio 2015 muore all'ospedale di Borgomanero dopo una breve malattia all'età di 69 anni.

## Principali copertine realizzate da Caesar Monti
- 1971: Casa mia della Nuova Equipe 84
- 1971: La canzone del sole/Anche per te di Lucio Battisti
- 1972: Storia di un minuto della Premiata Forneria Marconi
- 1972: Darwin! del Banco del Mutuo Soccorso raffigurante una cipolla
- 1972: Umanamente uomo: il sogno di Lucio Battisti
- 1972: Adriano Pappalardo di Adriano Pappalardo
- 1972: Il mio canto libero di Lucio Battisti[3]
- 1972: Il mio canto libero/Confusione di Lucio Battisti
- 1973: Zarathustra (album) del Museo Rosenbach
- 1973: Io sono nato libero del Banco del Mutuo Soccorso raffigurante un portale
- 1973: Melos dei Cervello
- 1973: Non farti cadere le braccia di Edoardo Bennato[3]
- 1974: Angelo Branduardi di Angelo Branduardi
- 1974: Strada bianca dei Data
- 1974: Anima latina di Lucio Battisti
- 1975: Good-Bye Indiana di Ivano Fossati
- 1975: Live in Monteux di Agorà

- 1976: Lucio Battisti, la batteria, il contrabbasso, eccetera di Lucio Battisti
- 1976: Come in un'ultima cena del Banco del Mutuo Soccorso
- 1976: Alla fiera dell'Est Di Angelo Branduardi
- 1980: Nero a metà di Pino Daniele[3]
- 1982: Tempi Duri / In una notte così dei Tempi Duri